# Frasnes-lez-Couvin
Pour les articles homonymes, voir Frasnes.
Frasnes-lez-Couvin [fʁanlecuvɛ̃] (en wallon Fråne-dilé-Couvén), ou localement Frasnes, est une section de la ville belge de Couvin située en Région wallonne dans la province de Namur.
C'était une commune à part entière avant la fusion des communes de 1977.
Frasnes se trouve sur le territoire du Parc national de l'Entre-Sambre-et-Meuse (ESEM).
Il est à l'origine du nom donné au premier étage géologique du Dévonien supérieur dans l'ère Paléozoïque, le frasnien.

## Évolution démographique
- Source: DGS, 1831 à 1970=recensements population, 1976= habitants au 31 décembre

## Histoire

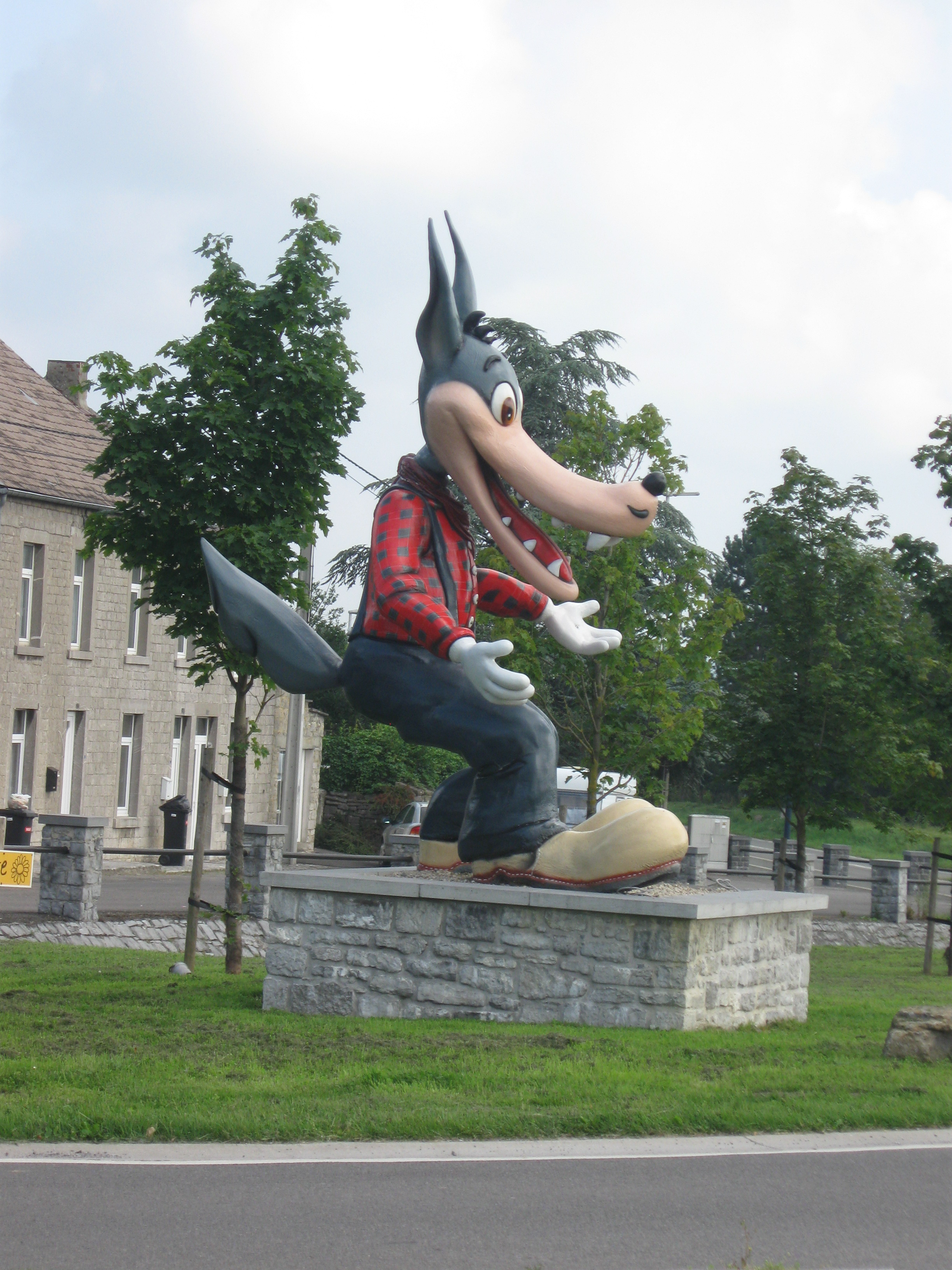
Le Leu de Frasnes-lez-Couvin.

Avec Couvin et Nismes, Frasnes fait partie du domaine de l’abbaye Saint-Germain-des-Prés à Paris; cédé au roi de France, Robert le Pieux. Ces villages sont compris en 996 dans la dot de sa sœur Hedwige, qui épouse le comte de Hainaut Regnier IV. Cent ans plus tard, le comte Baudouin, partant en croisade, vend Couvin et ses dépendances à Otbert, prince-évêque de Liège.
Frasnes fit partie de la Châtellenie de Couvin jusqu'à la fin de l'Ancien Régime. Les industries de la pierre et de la fonte, particulièrement la poêlerie, y prennent toute leur importance à la fin du XIXe siècle. Longé par la grand-route reliant Charleroi à Couvin (RN5), le village est établi sur un versant doux exposé au sud-est, entre d'anciennes carrières de calcaire dites "Carrières du Nord" et le "Tienne du Lion". Il forme un ensemble assez dense centré par l'esplanade de l'église qui se prolonge vers le nord-est, autour de laquelle se rassemblent la plupart des constructions anciennes. Il possède plusieurs bâtiments profondément transformés aux XIXe siècle et XXe siècle, notamment la Place Communale, la place du Carré et la rue Saint Roch.
Le 26 août 1914, les 100e, 101e, 104e RI et 103e RIR -Régiment d'Infanterie de Réserve- de l'armée impériale allemande y passèrent 10 civils par les armes et y détruisirent 145 maisons lors des atrocités allemandes, commises au début de la Première Guerre mondiale. Seules 2 maisons restèrent intactes.
Le 16 septembre 1914, 34 prisonniers civils français provenant du canton de Montmirail, furent fusillés sans jugement au pied de la carrière du Lion.
Traditionnellement, les habitants ont été surnommés les leus, les loups, parce, paraît-il, ils employaient l'expression "manger son saint" pour signifier qu'ils allaient fêter la ducasse de la Saint-Remy comme il se doit.
Une statue inspirée du personnage du loup de Tex Avery a pris place, sur le rond-point, à l'entrée du village et doit son origine au groupe carnavalesque local, les "carnav'leus" qui fêtaient en 2007 leurs 25e anniversaire.

## Patrimoine et culture

### Patrimoine architectural
- Église Saint-Rémy. Edifice classique qui remonte à 1826, la tour de style néo-classique datant de 1853[6].

## Personnalités
- Louis-Alexis Robert (1753-1833), seul curé apostat de la région ;
- Louis Ragondet (1790-1842), soldat de l'Empire, Chevalier de la Légion d’Honneur en 1815. Mène les révolutionnaires couvinois à Bruxelles durant les évènements de septembre 1830 ;
- Auguste Moreaux (1863-1932), polémiste ;
- Maurice Vandeweyer, professeur de mathématiques ;
- Amand Mairaux, fondateur de La Louvière en tant que commune.